# Лючія Альбані Авоґадро
Лючія Альбані Авоґадро (1534, Бергамо — 1568, Брешія) — італійська поетеса, представниця албанського роду Альбані.

## Життєпис
Лючія Альбані народилася в Берґамо в родині Джованні Джироламо Альбані – юрисконсульта, пізніше кардинала та губернатора Баньореджо – та Лаури Лонґі, племінниці Аббондіо Лонґі, секретаря кондотьєра Бартоломео Коллеоні. Лючія мала чотирьох братів і двох сестер.
Лючія вийшла заміж за Фаустіно Авоґадро, представника брешійської знаті, у віці шістнадцяти років і переїхала до Брешії. Добре обізнана в літературі, вона належала до «Accademia degli Occulti» у Брешії і написала збірку сонетів «Rime», яка була опублікована у Венеції в 1553 році.
Вона була втягнута в драматичну сімейну сварку з родиною Брембаті, яка призвела до вбивства Акілле Брембаті в 1563 році в церкві Санта-Марія-Маджоре в Берґамо, що призвело до арешту її братів та батька, а її чоловіка, якого також вважали учасником змови, було заслано до Феррари. Молода жінка пішла за чоловіком у вигнання, але той раптово помер у 1564 році, впавши п'яним з балкона. Вона повернулася до Брешії, де померла від туберкульозу, як і її мати, у 1568 році.
Її сонети були оцінені Джироламо Рушеллі, який опублікував два сонети у добірці славних брешійських поетів Rime di diversi eccellenti autori bresciani. Джованні Баттіста Мороні зобразив її на відомій картині «Дама в червоному».